# بينوا بيير
بينوا بيير (بالفرنسية: Benoît Paire)‏ (ولد في 8 مايو 1989، في أفيغنون, فرنسا). هو لاعب كرة مضرب محترف.